# 外星人田中太郎
《外星人田中太郎》（日语：うちゅう人 田中太郎），是日本漫畫家永壽泰成的搞笑漫畫作品，有改編為電視動畫和電子遊戲。本作獲得第45回小學館漫畫賞。

## 劇情簡介
故事敘述名為田中太郎的外星人神秘轉學生來到戸成小學後引發的騷動。
故事中的角色多以日本藝人的姓名諧音取成。

## 登場角色
- 田中太郎（配音員：パンチユーホー（日）；劉傑（台）；盧素娟（港））

突然轉學到戶成町小學的神祕外星人。
不但頭可以直接拔起更換，身體也可以自由變長變短，且眼睛會發射光線。有時候甚至會出現奇怪的按鈕或轉把，轉轉把會有扭蛋從屁股掉出。常穿著寫有紅色た的T恤。
喜歡戳高志的屁眼和開他玩笑，常賣讓高志出糗的雜誌、日記或裸體寫真集。
成績非常優秀。
當劇情到一個地步，黃底紅字た的T恤會變成其他字或圖案，之後又會恢復字。
原作漫畫是無口也沒開口講話，動畫則變得有主動開口講話。
- 堀町高志（堀町タカシ）（配音員：松本幸（日）；陶敏嫻（台）；黃麗芳（港））

男主角，非常好色，喜歡偷看女生的裙底風光，且成績不太好。同學私底下會稱他為笨蛋、傻子和色狼。
對太郎常有成見且老被他整得很慘，並造成一發不可收拾的情況，但與太郎是亦敵亦友的關係。
喜歡淺田京子。
名字改編自反町隆史。
- 淺田京子（浅田きょう子）（配音員：西村千奈美（日）；馮美麗（台）；鄭麗麗（港））

女主角，高志的青梅竹馬，在幼稚園時就已結識。喜歡堀町高志。
忌妒心重，高志惹火她時會被她巨大的玩具槌子打（動畫版和漫畫版的角色設定相當不同）。參加網球社。
名字改編自深田恭子（漫畫版為深田京子，TVB譯淺野優子）。
- 真美（配音員：大野佐和（日）；王瑞芹（台）；劉惠雲（港））

京子的朋友，跟理惠和京子在幼稚園時就已結識。
家中開魚店。
戰鬥力強，常警告京子要小心高志會劈腿。參加田徑社。
- 理惠（配音員：麻績村真由子（日）；馮美麗（台）；梁少霞（港））

京子的朋友，跟真美和京子在幼稚園時就已結識。
家境相當富裕。跟媽媽的相似度為100%。
喜歡太郎，視美美為自己的情敵。參加弓道社。
名字改編自宮澤理惠。
- 裕二（配音員：間宮久留美（日）；王瑞芹（台））

高志的朋友。
功課好且很臭屁，發表言論時鼻子會擺來擺去。
興趣是研究超自然現象。
- 松野內豐（松野内ユタカ）（配音員：冰青（日）；劉傑（台））

高志的同學。外型圓胖，容易嘴饞。尤其喜歡吃甜食。
名字改編自竹野內豐。
- 老師（配音員：森久保祥太郎（日）；陳幼文（台）；梁志達（港））

高志等人的班導師。
喜歡說冷笑話，但太郎卻對其感到無比的興趣，後來壞壞拜他為師。
- 詹姆士（ジェームズ）（配音員：陳幼文（台））

太郎的表哥兼搭檔，是青蛙形狀的外星人。
雖是青蛙卻不會游泳。也因為不會說話，所以用舉牌子表示意見。
漫畫版、TVB譯為傑姆茲。
- 加藤祐子（配音員：加藤優子（日）；馮美麗（台）；黃鳳英（港））

動畫原創角色，戶城町小學訓導主任，目前只知道她姓加藤。
擁有好身材，戰鬥力強，大絕招多，後來卻被美美破解絕招。
對高志抱有成見並想讓他退學。
另外一個身分是土屋博士研究可洛怪龜的助手。
- 校長（配音員：土屋利秀（日）；官志宏（台）；陳曙光（港））

戶城町小學校長。
另外一個身分是研究可洛怪龜的權威：土屋博士。且平常和藹可親，但在研究可洛怪龜若稱他校長會生氣。
原作漫畫的性格很嚴肅，戲份很少，動畫則加戲，性格變更成和藹可親。
- 壞壞星人（メチャワル星人）（配音員：堀內賢雄（日）；官志宏（台）；雷霆（港））

壞壞星球來的外星人。通稱壞壞。
原本到地球的原因是要破壞地球，但一直失敗，甚至變成太郎班上的一員。
喜歡吃布丁。
後來拜高志的老師為師，學習冷笑話。
- 太郎隊（配音員：同田中太郎）

太郎一分為五的戰隊，有紅太郎、綠太郎、藍太郎、黃太郎、粉紅太郎，其中身為女性的粉紅太郎最強。
壞壞曾為了找出太郎隊的弱點，而所冒名為茶太郎和黑太郎的見習生。
- 詹姆士隊（配音員：同詹姆士）

詹姆士一分為五的戰隊，有紅詹姆士、綠詹姆士、藍詹姆士、黃詹姆士、粉紅詹姆士。
- UFO（幽浮）拉麵店老闆（配音員：陳幼文（台）；黃子敬（港））

時常以任何種類的交通工具，包括太空船、機車、腳踏車等送拉麵給田中太郎吃。
是宇宙遠近馳名的龍之心廚師。若有人欺負其女兒時會表現憤怒，並展現其高強的武功。
- 拉麵三姊妹（配音員：美美／瀧本富士子（日）、夢夢／熊谷妮娜（日）、明明／比嘉久美子（日）；美美／陶敏嫻（台）、夢夢／馮美麗（台）、明明／王瑞芹（台））

動畫原創角色，UFO拉麵店老闆的三個女兒，武功都很強（但仍不如父親）。
由最大到最小的為夢夢、美美、明明：美美是太郎的未婚妻、夢夢喜歡詹姆士、明明有超能力。
- 外國人（配音員：堀内賢雄（日）；官志宏(第5、6集)→陳幼文(第7集起)（台））

動畫原創角色，總是在高志住處附近迷路的外國人。
很常問路人地點，但最後的下場卻時常是飛到天空。
- 土屋愛子（ゴージャスあいこ）（配音員：池澤春菜（日）；王瑞芹（台））

動畫原創角色，戶成町小學理事長的寶貝孫女，校長的姪女。
家境比理惠還要更富裕，據她本人表示其父擁有好幾百間公司，但也因為其父是個事業版圖遍及全球的企業家，導至她常常跟隨其父的腳步不斷轉學，交不到什麼好朋友。身邊女傭超級多，據說超過3000。其中一個外號叫「翡翠」的綠髮女傭為她的貼身女傭，出場率為已登場之眾女傭最多的。
一直想把太郎當做自己的收藏品，但每次都因太郎利用魔術的手法脫逃而失敗。最後於第22集被在巴黎從事社交工作的母親強迫轉學，並在當集乘坐豪華郵輪離開日本前往法國，從此未再出現（最終話有再登場，但無戲份。）
- 田中花子

太郎的妻子。
動畫版第一集化身為女性時，也是同名同姓。
- 太郎高志勇士

太郎與高志因為互戳對方屁股而合體的人物，但合體之後遭殃的還是高志。
- 愛子的媽媽（配音員：陶敏嫻（台））

愛子的母親，典型的貴婦人。
動畫版第二十二集只在電話中出現，現居法國巴黎從事社交工作，跟愛子一樣的髮型，但髮型呈現棕色。

## 出版書籍
| 卷數 | 小學館         | 小學館             |
| 卷數 | 發售日期       | ISBN               |
| ---- | -------------- | ------------------ |
| 1    | 1999年3月27日  | ISBN 4-09-142661-1 |
| 2    | 1999年8月28日  | ISBN 4-09-142662-X |
| 3    | 2000年3月28日  | ISBN 4-09-142663-8 |
| 4    | 2000年7月28日  | ISBN 4-09-142664-6 |
| 5    | 2000年12月25日 | ISBN 4-09-142665-4 |
| 6    | 2001年5月28日  | ISBN 4-09-142666-2 |
| 7    | 2001年11月28日 | ISBN 4-09-142667-0 |
| 8    | 2002年3月28日  | ISBN 4-09-142668-9 |
| 9    | 2002年8月28日  | ISBN 4-09-142669-7 |
| 10   | 2003年3月28日  | ISBN 4-09-142670-0 |
| 11   | 2003年11月28日 | ISBN 4-09-143151-8 |
| 12   | 2004年2月28日  | ISBN 4-09-143152-6 |
| 13   | 2004年6月19日  | ISBN 4-09-143153-4 |
| 14   | 2004年10月28日 | ISBN 4-09-143154-2 |

精選集
| 卷數 | 書名 | 小學館        | 小學館                 |
| 卷數 | 書名 | 發售日期      | ISBN                   |
| ---- | ---- | ------------- | ---------------------- |
| 全   |      | 2018年6月12日 | ISBN 978-4-09-142749-6 |

## 電視動畫
從2000年4月17日～2001年3月30日於東京電視台播出，共24集、每集片長12分鐘。曾於台灣卡通頻道與香港無電視翡翠台播出；2014年底，又於台灣迪士尼頻道重新播出。
另外，本作動畫的片名、片頭曲與片尾曲皆去掉原文字幕與製作組名單、然後於片尾曲製作組名單的部分改成以英文字幕標示，是2003年當時剛引進台灣播出時極少數非TMS Entertainment公司系列所屬的部分英文字幕表示動畫。

### 製作團隊
- 原作 - 永壽泰成
- 監督 - 山口賴房
- 企劃 - 久保雅一（小学館人物企画室）
- 監修 - 東不可止（東京電視台）
- 系列構成 - 土屋理敬
- 人物設計 - 大城勝
- 美術監督 - 吉川洋史
- 色彩設計 - 長野雅美
- 編輯 - 森田清次
- 音響製作 - HALF H・P STUDIO
- 音響監督 - 千葉繁
- 音樂 - 渡部チェル
- 音楽製作人 - 吉田隆
- 動畫製作人 - 光延青児、斎藤次郎
- 動畫制作 - 雲雀工作室
- 製作人 - 清水良司
- 製作 - 小學館Production

### 主題曲
片頭曲「タナカ de シュビドゥワ」
作詞 - コンドリア水戸 / 作曲・編曲 - 渡部チェル / 歌 - グッチ裕三
片尾曲「田中太郎のうた」
作詞 - コンドリア水戸 / 作曲・編曲 - 渡部チェル / 歌 - グッチ裕三

### 各話列表
| 集數 | 日文標題 | 中文標題                      | 腳本     | 分鏡                | 演出            | 作畫監督      |
| ---- | -------- | ----------------------------- | -------- | ------------------- | --------------- | ------------- |
| 1    |          | 轉學生田中太郎登場            | 土屋理敬 | 山口頼房            | 山口頼房        | 大城勝        |
| 2    |          | 大追蹤！尋找太郎的家!!        |          | 高柳滋仁            | 高柳滋仁        | 柳瀬雄之      |
| 3    |          | 田中太郎的生日會              | 植田浩二 | 牛草健              | 牛草健          | 釘宮洋        |
| 4    |          | 正義的夥伴太郎隊登場!!        | 土屋理敬 | 大関雅幸            | 大関雅幸        | 武内啓        |
| 5    |          | 心跳加速的遊樂園大作戰        | 植田浩二 | 斉木久              | 斉木久          | 三浦貴弘      |
| 6    |          | 掀底牌的太郎RPG!!             | 土屋理敬 | 松浦錠平            | 松浦錠平        | 大城勝        |
| 7    |          | 我就是壞壞星人啊壞壞～!!      | 植田浩二 | 高柳滋仁            | 高柳滋仁        | 柳瀬雄之      |
| 8    |          | 加入太郎社團!                 | 植田浩二 | 肝振勇              | 大関雅幸        | 武内啓        |
| 9    |          | 卡片對戰!大小姐的熱血戰鬥!!   | 土屋理敬 | 中西伸彰            | 中西伸彰        | 三浦貴弘      |
| 10   |          | 夏日的泳池暴動                | 土屋理敬 | 高柳滋仁            | 高柳滋仁        | 小躾太郎      |
| 11   |          | 太郎的愛與感動的故事!!        | 土屋理敬 | 牛草健 桃瀬まりも   | 牛草健          | 釘宮洋        |
| 12   |          | 高志的逃離地獄大作戰!!        | 植田浩二 | 松浦錠平            | 松浦錠平        | 鈴木大司      |
| 13   |          | 高志的打工大作戰!!            | 植田浩二 | 牛草健              | 牛草健          | 釘宮洋        |
| 14   |          | 太郎商品就是我的東西!! 大作戰 | 土屋理敬 | 大関雅幸            | 大関雅幸        | 武内啓        |
| 15   |          | 桃太郎世界大冒險              | 植田浩二 | 中西伸彰            | 中西伸彰        | 三浦貴弘      |
| 16   |          | 馬力全開！拉麵三姐妹          | 土屋理敬 | 松浦錠平            | 松浦錠平        | 鈴木大司      |
| 17   |          | 壞壞星人的復仇壞壞!?          | 植田浩二 | 高柳滋仁            | 高柳滋仁        | 古賀誠        |
| 18   |          | 高志的灰姑娘童話超展開!?      | 土屋理敬 | 牛草健 釘宮洋       | 牛草健          | 釘宮洋        |
| 19   |          | 消失的高志謎團?               | 植田浩二 | 山口頼房            | 山口頼房        | 三浦貴弘      |
| 20   |          | 那天小小的約定                | 土屋理敬 | 山口頼房 桃瀬まりも | 山口頼房        | 大城勝        |
| 21   |          | 太郎家族大集合                | 植田浩二 | 中西伸彰            | 中西伸彰        | 三浦貴弘      |
| 22   |          | 大小姐最後的挑戰!?            | 土屋理敬 | 山口頼房 桃瀬まりも | 山口頼房        | 大城勝        |
| 23   |          | 可洛怪龜探險隊                | 植田浩二 | 中西伸彰            | 中西伸彰        | 三浦貴弘      |
| 24   |          | 太郎、太郎、田中太郎!!        | 土屋理敬 | 桃瀬まりも 釘宮洋   | 山口頼房 釘宮洋 | 大城勝 釘宮洋 |

### 播放電視台
| 播放日期                | 播放時間                    | 電視台     | 備註                                       |
| ----------------------- | --------------------------- | ---------- | ------------------------------------------ |
| 2003年5月19日 - 7月18日 | 星期一、三、五 17:05－17:35 | 翡翠台     |                                            |
| 2006年5月19日 - 7月18日 | 星期一至五 14:00－14:30     | 卡通頻道   | 有重播                                     |
| 2015年2月21日 - 3月24日 | 星期一至四 19:02－20:00     | 迪士尼頻道 | 有重播 3月12日19:52-20:00臨時安插播出Pucca |

## 遊戲
遊戲則在任天堂的遊戲機－GBC平台上，名稱：。

## 外部連結
- 東京都會電視台《外星人田中太郎》動畫版官方網頁（页面存档备份，存于）（日語）